# 真鍋俊永
真鍋 俊永（まなべ としなが、1969年 - ）は、関西テレビ報道局の記者、映画監督。広島大学卒。

## 人物
14年間、報道カメラマンとして阪神大震災などのニュース取材やドキュメンタリー撮影を担当。2005年報道部へ移り、大阪府政キャップ、整理デスクなどを担当。

## 監督作品
- みんなの学校